# جنگ تراوانکور – هلندی
جنگ تراوانکور و هلند (انگلیسی: Travancore–Dutch War)جنگی بین شرکت هند شرقی هلند (VOC) و پادشاهی هندی تراوانکور بود که در نبرد کولاچل در سال 1741 به اوج خود رسید .

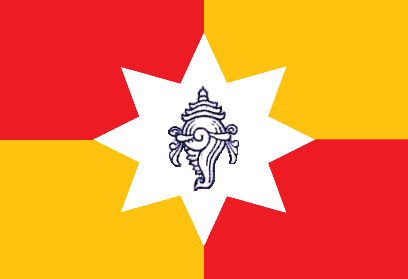
درفش تراوانکور در آن عصر

## علت
در اوایل قرن هجدهم ، منطقه ساحل مالابار یا کرالای امروزی بین چندین تن از حاکمین محلی تقسیم شده بود در دهه ۱۷۳۰ ، مارتاندا وارما ، حاکم تراوانکور ، سیاست توسعه طلبانه ای را در پیش گرفت و چندین قلمرو از این ایالات کوچک را فتح کرد این امر منافع شرکت هند شرقی هلند در مالابار که تجارت ادویه آن به خرید ادویه از این ایالت ها بستگی داشت را تهدید می کرد حاکم دشینگناد (کولام امروزی) خواستار حمایت هلندی ها در برابر حمله قریب‌الوقوع تراوانکور شد و اظهار داشت اگر هلندی ها از کمک به او خودداری کنند به مارتاندا وارما تسلیم می شود هلندی ها با ایالت های پریتالی (پراتاکتاوالی یا ندومنگاد فعلی) ، الداتو سواروپام (کوتاراکارا امروزی) و ماروتورکولانگارا قرارداد انحصاری داشتند. پس از تصرف این ایالت در طول سال۱۷۳۳ توسط تراوانکور ، خرید آنها از این مناطق کاملاً متوقف شد و تجارت هلند در مالابار آسیب زیادی دید در سال ۱۷۳۶ ، ژولیوس والنتین استین ون گلنسی ، فرمانده هلندی در کوچی (کوچین) از مارتاندا وارما خواست تا به قرارداد انحصارطلب هلند با پریتالی را که در سال ۱۶۸۸ امضا شده بود ، احترام بگذارد در اوت ۱۷۳۶ ، مارتاندا وارما پذیرفت که فرستادگان خود را برای ملاقات با نمایندگان هلند بفرستد ، اما پس از رسیدن این نمایندگان به محل ملاقات ، از این کار امتناع کرد.در ژانویه ۱۷۳۹ ، گوستاوف ویلم ون ایمهوف ، فرماندار هلند سیلان ، از کوچی دیدار کرد ون ایمهوف در گزارش خود در ژوئیه سال ۱۷۳۹ اظهار داشت که مارتاندا وارما از رقبای این شرکت طرفداری می کند و افزایش قدرت وی منافع تجاری هلند را در منطقه تهدید می کند در گزارشی در دسامبر ۱۷۳۹ ، ون(فن)ایمهوف نوشت که تجارت هلندی در منطقه "در حال نابودی کامل" است و باید از طریق "اقدامات خشن" نجات یابد.در سال ۱۷۳۹ ، هلندی ها اتحادی از حاکمان کوچی ، تک کومکور ، واداک کومکور ، پوراکاد ، کولام و کایامکولام تشکیل دادند در همین حال ، شاهزاده خانم الداتو سواروپام از زندان در تراوانکور فرار کرد و به تئکومکور رسید ون(فن) ایمهوف شخصاً مارتاندا وارما را ملاقات کرد و از او درباره شاهزاده خانم ردرخواستی کرد ، اما مارتاندا وارما این تقاضا را رد کرد ون (فن) ایمهوف تهدید به حمله به تراوانکور کرد ، اما مارتاندا وارما این تهدید را نپذیرفت ، و پاسخ داد که او همیشه به فکر حمله به اروپا بوده است.

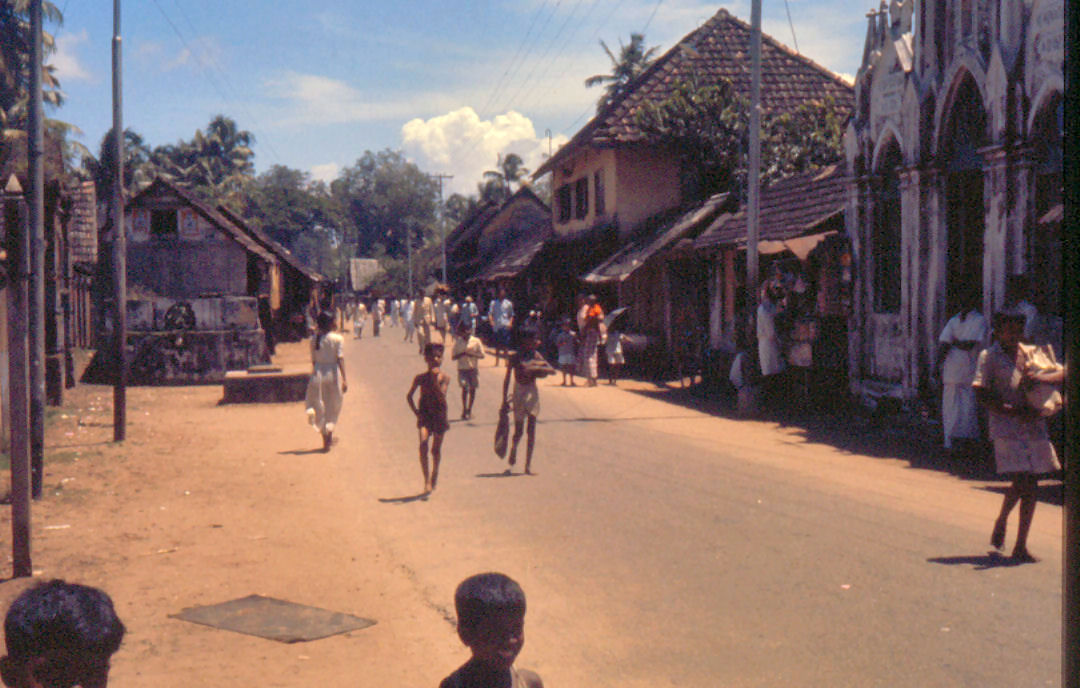
کوچین در ۱۹۶۰ میلادی

## موفقیت اولیه هلند
پس از عدم موفقیت در مذاکرات فرماندهی هلندی در مالابار تصمیم گرفت بدون دریافت اجازه یا انتظار جهت تقویت نیروها ، به تراوانکور اعلام جنگ کند هلندی ها به فرماندهی ناخدا یوهانس هاکرت یک گروه از سربازان را از سیلان در تراوانکور مستقر کردند. آنها از مارتاندا وارما خواستند که زمین های مربوط به تراوانکور را تخلیه کند ، پادشاه از انجام آن خودداری کرد. در ۱۲ نوامبر۱۷۳۹ ، نیروهای مشترک هلندی ها و متحدان آن ها به ارتش تراوانکور مستقر در کولام حمله کردند متحدان هلندی شامل نیرو های دشینگناد ، کایام کولام و کوچین بودند در اوایل دسامبر ۱۷۳۹ ، هلندی ها و متحدان آنها به سمت آتینگال و وارکالا حرکت کردند. نیروهای تراوانکور برای محافظت از وارکالا یک پادگان ایجاد کردند که توسط ۵۰۰۰ سرباز محافظت می شد. در همین حال ، ارتش های کلام و کایام کولام نیز علیه مدافعان وارد نبرد شدند متحدان الداتو سواروپام را اشغال کردند و شاهزاده خانم را بازگرداندند. در مرحله بعدی ، متحدان به آتینگال حمله کردند ، اما ارتش تراوانکور آنها را مجبور به عقب نشینی کرد. هلندی ها تصمیم گرفتند بجای ادامه جنگ علیه تراوانکور ، منتظر نیرو های تقویتی از سیلان باشند. در نتیجه ، متحدان به سمت آویرور عقب نشینی کردند و در راه بازگشت اراضی را غارت و کشت زار ها را سوزاندند.متعاقباً ، ارتش نایر کولام ارتش تراوانکور را مجبور به عقب نشینی از ناوایکلام (۳۰ دسامبر ۱۷۳۹) و آتینگال (۲۵ ژانویه ۱۷۴۰) کرد. در ۲۰ فوریه ۱۷۴۰ ، هلندی ها و متحدان آنها ارتش تراوانکور را در شکست دادند ، اما هزینه آن را با خسارات سنگینی که به ایشان وارد شد پرداخت کردند. به نحوی که در نتیجه این نبرد نیمی از ارتش خود را از دست دادند.هلندی ها امیدوار بودند که با حمله به آتینگال برتری خود را تثبیت کنند ، اما به دلیل ناآرامی های آنجا نتوانستند از باتاویا نیروهای کمکی دریافت کنند.

## پیروزی تراوانکور در کولاچل
در نوامبر ۱۷۴۰ ، فرماندهی هلندی در مالابار دو نیروی کمکی از سیلان دریافت کرد و لشکر کشی دوم را علیه تراوانکور آغاز کرد و در نتیجه نبرد کولاچل به وجود آمد.مارتاندا وارما به جنوب لشکر کشید و از تصرف کالکولام توسط هلندی ها جلوگیری کرد. هنگامی که هلندی ها به پایگاه خود در کولاچل عقب نشینی کردند ، مارتاندا وارما آنها را تعقیب کرد و در ۱۰ اوت ۱۷۴۱ به آنها رسید. در نبرد کولاچل مارتاندا وارما پیروزی قاطع بر هلندی ها بدست آورد و ۲۴ افسر از جمله فرمانده د لنوی را اسیر کرد. ستونی که به افتخار این پیروزی ایجاد شد و جزئیاتی از جنگ را بیان می کند ، هنوز در نزدیکی ساحل کولاچل وجود دارد.

## درگیری های بعد از کولاچل
متعاقباً هلندی ها و تراوانکور با آتش بس موافقت کردند اما پس از عدم توافق طرفین ، درگیری ها از سر گرفته شد. مارتاندا وارما پس از تقویت نیرو ها با یک گروه سواره نظام از تیرونلولی ، قلعه کلیمانور را که در دست هلندی ها بود محاصره کرد. در حالی که محاصره ادامه داشت ، حاکمان کولام و کایامکولام اتحاد با هلند را ترک کردند و توافق نامه ای مخفیانه با تراوانکور منعقد کردند.در ۱۰ آوریل ۱۷۴۲ ، هلندی ها پس از آن که مهمات و لوازم خود را رها کردند با عجله قلعه را ترک کردند. نیروهای هلندی به رهبری کاپیتان دانیل برگن و یعقوب هندرمن به سمت آیرور عقب نشینی کردند ، اما توسط نیروهای تراوانکور محاصره و مورد حمله قرار گرفتند. نیروهای هلندی توسط کشتی های ارسالی توسط فرمانده مالابار نجات یافتند. در همین حال ، ملکه که پس از برکناری مارتاندا وارما توسط هلندی ها به سلطنت بازگردانده شد ، مشغول به کار بود اما به عنوان یک حاکم محبوبیتی نداشت. بی تفاوتی وی نسبت به امور اداری منجر به زوال امور پادشاهی شده بود و مادامپی ها و پیالی ها از حکومت او ناراضی بودند. کمیسرهای هلندی پیشنهاد کرده بودند که یک کاریاکار (مدیر) برای اداره پادشاهی در کنار ملکه تعیین شود ، اما منابع لازم برای دفاع از پادشاهی را نداشتند.مارتاندا وارما با بهره گیری از این وضعیت ، به پایتخت پادشاهی کوتارکارا حمله کرد و با مقاومت کمی ، آن را فتح کرد. ملکه به پادشاهی کوچین گریخت و با دریافت کمک هزینه روزانه 45 فنام از هلندی ها ، با بستگان خود در کاراپورام شروع به زندگی کرد در همین حال ، مارتاندا وارما قصد حمله به کوچی (کوچین) را داشت.با این حال ، دویونشات ، افسر سابق هلندی مشاورش ، به او توصیه کرد قبل از محاصره کوچی ، کولام را فتح کند. در حالی که دویونشات به مارتاندا وارما گفته بود که نیروهای تراوانکور قادر به تصرف کولام هستند ، ون گولنسی معتقد بود که استحکامات کولام قادر به مقاومت در برابر محاصره هستند. حاکم کولام و کایام کولام خواستار حمایت هلندی ها در برابر تراوانکور شدند: ون گلله با استناد به کمبود سرباز و اسلحه حاضر به کمک نشد. در ژوئن ۱۷۴۲ ، ارتش تراوانکور به کولام حمله کرد ، که توسط سربازان نایری به رهبری آکیوتا واریار از آن دفاع شد. در مدت محاصره ، هلندی ها ، برنج و مهمات به حاکم کلام می دادند.مارتاندا وارما پس از چندین تلاش ناموفق برای تصرف کولام در نهایت پس از از دست دادن ۶۰۰۰ سرباز در درگیری ، عقب نشینی کرد.

## تلاش برای صلح
در ۱۷ فوریه ۱۷۴۲ مارتاندا وارما با شرایطی به هلندی ها پیشنهاد صلح داد
۱.تراوانکور همه اسیران جنگی را که در کولاچل گرفته بود برگرداند
۲.تراوانکور تمام اسلحه و مهمات هلندی را که از آتش سوری در کولاچل نجات یافته بود پس می داد
۳.هلندی ها تمام اسلحه و مهمات تراوانکور را که در کولام ، کارتیکاپالی ، کولاچل و تنگاپاتانام گرفته بودند پس می دادند.
۴.هر دو طرف هرگونه خسارت دیگری را که در جریان جنگ به طرف مقابل وارد شده بود جبران می کردند
۵.تراوانکور آنچهرا که در ژوئیه ۱۷۳۹ در ، کوتارکارا ، کوناتتور ، مجنور ، ماروتورکولانگارا و کارتیکاپالی فتح شده بود ، حفظ خواهد کرد.
۶.به هلندی ها اجازه داده می شود به طور معمول تجارت فلفل خود را در این مناطق ادامه دهند.
۷. تراوانکور ادعای هلند در مورد اتینگال به رسمیت می شناسد
۸.به هلندی ها اجازه داده می شود قلعه ای در کولاچل بسازند و در عوض در صورت نیاز تراوانکور در مقابل فرانسوی ها به او کمک می کنند
۹.اختلافات بین حاکمان تراوانکور و کولام توسط دو شاهزاده بی طرف حل و فصل می شود
هلندی ها این شرایط را رد کردند ، و شرایط خود را ارائه دادند.در ژوئیه ۱۷۴۲ ، نیرو های هلندی در هند این خبر را دریافت کردند که ون ایمهوف با نیروهای زیادی وارد هند خواهد شد. با این حال ، نیروهای ون ایمهوف در واقع به هند نرسیدند.
هلندی ها این شرایط را رد کردند ، و شرایط خود را ارائه دادند که توسط مارتاندا وارما رد شد. فرمانده هلندی ون گلنسه معتقد بود که مارتاندا وارما در صورت شکست در نبرد ، موقعیت چانه زنی خود را نرم می کند. 
در ژوئیه ۱۷۴۲ ، عوامل هلندی در هند این خبر را دریافت کردند که ون ایمهوف با نیرو زیادی وارد هند خواهد شد. با این حال ، نیروهای ون ایمهوف در واقع به هند نرسیدند. در اوت ۱۷۴۲ ، او به دنبال اسلحه و سربازان از دولت عالی هلندی هند شرقی در باتاویا بود ، اظهار داشت که اگر این حمایت فراهم نشود ، او باید از نظر شرایط نامطلوب شرکت با تراوانکور قرارداد صلح امضا کند.در همین حال ، مارتاندا وارما اخباری در مورد احتمال قریب‌الوقوع ورود نیروهای ون ایمهوف دریافت کرده بود ، و بنابراین ، او به قلمرو اصلی خود عقب نشینی کرد ، و مذاکرات صلح را با هلندی ها آغاز کردوی با حاکمان کوچین و تک کومکور تماس گرفت و از آنها خواست که در مذاکرات بین هلند و تراوانکور واسطه باشند در همین حال ، مقامات عالی شرکت به فرماندهی هلندی در مالابار دستور دادند تا به جای اقدام نظامی ، با تراوانکور برای صلح مذاکره کند. بنابراین ، هلندی ها همچنین از پادشاهان کوچین و تکومکور خواستند که مذاکرات را با تراوانکور آغاز کنند با این حال ، این حاکمان بر این باور بودند که صلح بین هلندی ها و تراوانکور به ضرر منافع آنها خواهد بود ، و تمایلی به تلاش برای دستیابی به چنین مذاکره ای برای صلح ندارند. بنابراین ، هلندی ها مذاکرات مستقیم با تراوانکور را آغاز کردند و ماولیک کارا به عنوان محل برگزاری جلسه انتخاب شد در همین حال ، چون نیروهای ون ایمهوف نرسیدند ، هلندی ها نتوانستند نیروهای کمکی را به کولام ارائه دهند. بنابراین ، حاکم کولام و کایام کولم توافق کردند که دست نشانده مارتاندا وارما باشد و بخش عمده ای از سرزمین خود را به مارتاندا وارما واگذار کرد و موافقت کرد که سالانه یک فیل و ۱۰۰۰ روپیه به او خراج بدهد مذاکرات در ماولیککارا به خوبی پیش رفت و در ۶ ژانویه ۱۷۴۳ ، انگلیسی ها در آنچوتنگو ابراز امیدواری کردند که صلح بین هلند و تراوانکور برقرار شود در این زمان ، مارتاندا وارما فهمید که ون ایمهوف هنوز از اروپا عزیمت نکرده است سرانجام به شرایط ذیل صلح منعقد شد
تراوانکور هیچ مالی را در خصوص کولاچل تحویل نمی‌دهد و هیچ گونه مالی (از جمله مهمات و پول نقد) را که از این شرکت گرفته شده پس نمی‌دهد ، زیرا تراوانکور به جهت جنگ جنگ ۴۰۰۰۰۰ نقره آسیب دیده است.
هرگونه قرارداد قبلی که هلندی ها برای تجارت فلفل امضا کرده بودند لغو می شود و اکنون هلندی ها ملزم به پرداخت 54 روپیه برای هر جعبه فلفل هستند
هلندی ها برای کالاهای خود در پادشاهی تراوانکور عوارض پرداخت می کنند
هلندی ها در زمان جنگ با اسلحه و مهمات به تراوانکور کمک می کنند
اگر فرانسوی ها به تراوانکور حمله می کردند ، هلندی ها با آنها می جنگیدند
هلندی ها در جنگ های تراوانکور با سایر ایالت ها بی طرفی را حفظ می کنند.